# Кеманкеш Кара Мустафа-паша
Кеманкеш Кара Мустафа-паша (тур. Kemankeş Kara Mustafa Paşa; 1592 — 31. јануар 1644) је био Велики везир Османског царства за време владавина Мурата IV и Ибрахима I. Био је и Капудан-паша (велики адмирал Османске флоте). 

## Биографија
Кеманкеш Мустафа-паша је рођен у Албанији 1592. године. Прво је служио као Јањичарски ага, али га је султан Мурат IV 1635. године именовао за великог адмирала Османске поморнице, Капудан-пашу. Током похода на Багдад 1638. године, Кеманкеш Мустафа-паша је учествовао у бици са морске стране. Тадашњи велики везир Тајар Мехмед-паша је убијен у бици, па је следећег дана султан Мурат IV именовао Кеманкеш Мустафу-пашу за новог великог везира. 1640. године је умро султан Мурат и наследио га је његов брат султан Ибрахим, Кеманкеш Мустафа-паша је обављао дужност великог везира четири године Ибрахимове владавине. Велики кадија Анадолије, Џинџи Хоџа, Силахдар Јусуф-паша и Султанзаде Мехмед-паша били су велики непријатељи Кеманкеш Мустафе-паше. Оклеветали су великог везира код султана, и Ибрахим је наредио погубљење Мустафе-паше. Погубљен је 31. јануара 1644. године и на његово место је постављен Султанзаде Мехмед-паша. 